# Diocesi di Spiš

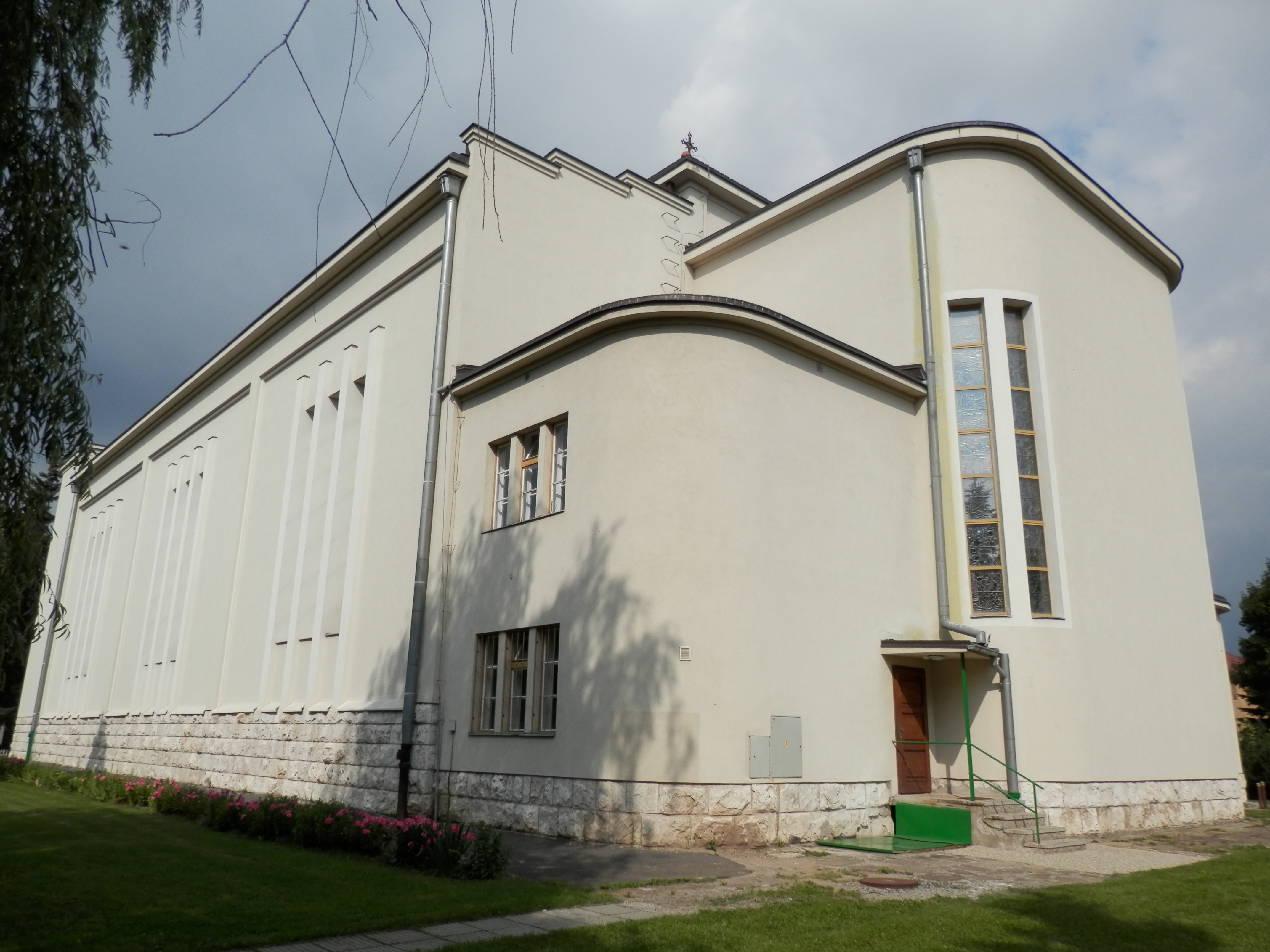
La concattedrale della Vergine Maria dei Sette Dolori di Poprad.

La diocesi di Spiš (in latino: Dioecesis Scepusiensis) è una sede della Chiesa cattolica in Slovacchia suffraganea dell'arcidiocesi di Košice. Nel 2022 contava 450.709 battezzati su 613.370 abitanti. È retta dal vescovo František Trstenský.

## Territorio
La diocesi comprende la regione storica omonima, che corrisponde ai distretti di Dolný Kubín, Liptovský Mikuláš, Námestovo, Ružomberok e Tvrdošín nella regione di Žilina e ai distretti di Kežmarok, Levoča, Poprad e alla parte occidentale del distretto di Stará Ľubovňa nella regione di Prešov e alla maggior parte del distretto di Spišská Nová Ves e a una parte del distretto di Gelnica nella regione di Košice.
Sede vescovile è il borgo di Spišská Kapitula, nel comune di Spišské Podhradie, dove si trova la cattedrale di San Martino. A Poprad sorge la concattedrale della Vergine Maria dei Sette Dolori. In diocesi si trovano anche tre basiliche minori: le basiliche della Visitazione della Vergine Maria e di San Giacomo a Levoča, e la basilica dell'Ascensione a Kežmarok.
Il territorio si estende su 7.802 km² ed è suddiviso in 179 parrocchie, raggruppate in 13 decanati.

## Storia
La diocesi è stata eretta il 13 marzo 1776 con la bolla Romanus pontifex di papa Pio VI, ricavandone il territorio dall'arcidiocesi di Esztergom, di cui era originariamente suffraganea.
Il 3 febbraio 1787 cedette undici parrocchie di rito bizantino all'eparchia di Mukačevo.
Il 9 agosto 1804 entrò a far parte della provincia ecclesiastica dell'arcidiocesi di Eger.
In seguito alla definizione dei confini tra la Polonia e il nuovo stato della Cecoslovacchia dopo la prima guerra mondiale, alcune parrocchie della diocesi si trovarono in territorio polacco e furono formalmente annesse all'arcidiocesi di Cracovia il 28 ottobre 1925 con la bolla Vixdum Poloniae unitas di papa Pio XI.
Il 2 settembre 1937 per effetto della bolla Ad ecclesiastici di papa Pio XI divenne una diocesi immediatamente soggetta alla Santa Sede.
Dopo la seconda guerra mondiale il vescovo Ján Vojtaššák fu a lungo incarcerato, dapprima per qualche mese nel 1945, poi in seguito alla condanna a 24 anni di carcere duro per tradimento e altri reati contro il regime comunista, fu imprigionato dal 1950 al 1963. Scarcerato, gli fu proibito di risiedere in Slovacchia e morì in esilio dopo meno di due anni. La sua causa di beatificazione è stata introdotta nel 1996. In seguito all'incarcerazione del vescovo e del suo ausiliare Štefan Barnáš non fu più possibile amministrare il sacramento della Confermazione in tutta la diocesi di Spiš, fino al mutare delle condizioni politiche con la primavera di Praga. Ad esempio nella parrocchia di Levoča le Cresime furono amministrate il 19 ottobre 1969, per la prima volta dopo vent'anni, e in un solo giorno furono cresimati 3 097 fedeli. Dopo la normalizzazione del 1970 non fu più possibile proseguire con il conferimento della Cresima.
Il 30 dicembre 1977, quando fu creata la metropolia slovacca di Trnava, Spiš ne divenne suffraganea.
Il 31 marzo 1995, con l'elevazione di Košice a sede metropolitana, Spiš ha nuovamente cambiato provincia ecclesiastica.

## Cronotassi dei vescovi
Si omettono i periodi di sede vacante non superiori ai 2 anni o non storicamente accertati.
- Karol Salbeck † (16 settembre 1776 - 15 giugno 1785 deceduto)
  - Sede vacante (1785-1788)
  - Michael Léopold Brigido † (21 agosto 1787 - 7 aprile 1788 nominato arcivescovo di Lubiana) (vescovo eletto)
- Ján Révay † (7 aprile 1788 - 9 gennaio 1806 deceduto)
- Michael Léopold Brigido † (23 marzo 1807 - 23 luglio 1816 deceduto)
- Ján Ladislav Pyrker, O.Cist. † (21 dicembre 1818 - 2 ottobre 1820 nominato patriarca di Venezia)
  - Sede vacante (1820-1823)
- Jozef Bélik † (24 novembre 1823 - 5 marzo 1847 deceduto)
  - Sede vacante (1847-1850)
  - Vincent Jekelfalussy † (giugno 1848 - 1849 dimesso) (vescovo eletto)
- Ladislav Zábojský † (30 settembre 1850 - 11 settembre 1870 deceduto)
- József Samassa † (26 giugno 1871 - 25 luglio 1873 nominato arcivescovo di Eger)
- Juraj Császka † (15 giugno 1874 - 17 dicembre 1891 nominato arcivescovo di Kalocsa)
- Pál Szmrecsányi † (17 dicembre 1891 - 25 giugno 1903 nominato vescovo di Gran Varadino)
- Alexander Párvy † (25 giugno 1904 - 24 marzo 1919 deceduto)
- Ján Vojtaššák † (16 dicembre 1920 - 4 agosto 1965 deceduto)
  - Sede vacante (1965-1989)
- František Tondra † (26 luglio 1989 - 4 agosto 2011 ritirato)
- Štefan Sečka † (4 agosto 2011 - 28 ottobre 2020 deceduto)
  - Sede vacante (2020-2023)
- František Trstenský, dall'8 settembre 2023

## Statistiche
La diocesi nel 2022 su una popolazione di 613.370 persone contava 450.709 battezzati, corrispondenti al 73,5% del totale.
| anno | popolazione | popolazione | popolazione | presbiteri | presbiteri | presbiteri | presbiteri                | diaconi | religiosi | religiosi | parrocchie |
| anno | battezzati  | totale      | %           | numero     | secolari   | regolari   | battezzati per presbitero | diaconi | uomini    | donne     | parrocchie |
| ---- | ----------- | ----------- | ----------- | ---------- | ---------- | ---------- | ------------------------- | ------- | --------- | --------- | ---------- |
| 1949 | 306.931     | 324.780     | 94,5        | 306        | 264        | 42         | 1.003                     |         | 53        | 485       | 162        |
| 1969 | 392.594     | 479.005     | 82,0        | 187        | 187        |            | 2.099                     |         |           | 19        | 152        |
| 1980 | 411.137     | 504.841     | 81,4        | 228        | 203        | 25         | 1.803                     |         | 29        | 139       | 155        |
| 1990 | 439.392     | 546.413     | 80,4        | 228        | 186        | 42         | 1.927                     |         | 44        | 206       | 155        |
| 1999 | 432.382     | 581.920     | 74,3        | 320        | 286        | 34         | 1.351                     |         | 40        | 300       | 172        |
| 2000 | 435.894     | 585.432     | 74,5        | 322        | 291        | 31         | 1.353                     |         | 37        | 307       | 172        |
| 2001 | 426.818     | 572.008     | 74,6        | 326        | 292        | 34         | 1.309                     |         | 44        | 318       | 173        |
| 2002 | 441.554     | 584.667     | 75,5        | 337        | 295        | 42         | 1.310                     |         | 49        | 286       | 175        |
| 2003 | 446.651     | 600.033     | 74,4        | 345        | 303        | 42         | 1.294                     |         | 58        | 277       | 177        |
| 2004 | 447.050     | 583.633     | 76,6        | 347        | 305        | 42         | 1.288                     |         | 58        | 282       | 177        |
| 2010 | 454.630     | 603.600     | 75,3        | 339        | 299        | 40         | 1.341                     |         | 48        | 294       | 177        |
| 2014 | 439.022     | 591.651     | 74,2        | 327        | 284        | 43         | 1.342                     | 1       | 55        | 278       | 178        |
| 2017 | 449.084     | 600.782     | 74,7        | 323        | 278        | 45         | 1.390                     | 1       | 58        | 248       | 178        |
| 2020 | 468.647     | 602.905     | 77,7        | 374        | 332        | 42         | 1.253                     | 1       | 55        | 256       | 179        |
| 2022 | 450.709     | 613.370     | 73,5        | 358        | 316        | 42         | 1.258                     | 1       | 54        | 241       | 179        |